# SIM (разведка Италии)
SIM (итал. Servizio informazioni militare, служба военной разведки) — военная разведка фашистской Италии, существовала с 1925 по 1944 год.

## История
Была создана 15 октября 1925 года на базе разведывательного отдела Генерального штаба Вооружённых сил Италии, который существовал с 1900 года. С февраля 1927 года была передана непосредственно под руководство начальника Генерального штаба, и объединила разведывательные службы Королевской армии, Королевского флота и Королевских ВВС.
На 1934 год SIM имела в своем составе пять отделов: 
- 1-й («Ситуация») — сбор сведений за рубежом и анализ собранной информации;
- 2-й — снятие информации со средств коммуникации;
- 3-й — контрразведка;
- 4-й — кадры;
- 5-й — шифрование и дешифрование.

SIM, помимо разведывательной деятельности, была причастна к убийствам итальянских антифашистов за рубежом — она организовала убийство Карло Росселли и его брата Нелло во Франции в 1937 году. Во время Гражданской войны в Испании SIM организовывала поставку оружия франкистам.
В декабре 1939 года из SIM в самостоятельную службу CSMSS (Controspionaggio militare e servizi speciali) была выделена контрразведка, она была подчинена одновременно министру обороны и министру внутренних дел. 
Во время Второй мировой войны сводки и аналитические материалы SIM были настолько точны, что послевоенные эксперты признали её одной из лучших разведывательных служб участников войны. В частности, она предсказала англо-американскую высадку в Северной Африке в ноябре 1942 года, чего не смог сделать германский абвер.
В 1944 году, после падения фашистского режима в Италии, SIM была распущена и заменена небольшим разведывательным отделом генерального штаба.